# Berčinovac
Berčinovac (Kyrillisch: Берчиновац) ist ein Dorf in der Opština Knjaževac und im Okrug Zaječar im Osten Serbiens.

## Geographie
Berčinovac liegt am südlichen Ausläufer der Karpaten, im südlichen Teil der Region Timočka Krajina.

## Einwohner
Laut Volkszählung 2002 (Eigennennung) gab es 172 Einwohner. Davon waren alle Serben.
Weitere Volkszählungen:
| 1948 | 1953 | 1961 | 1971 | 1981 | 1991 | 2002 | 2011 |
| ---- | ---- | ---- | ---- | ---- | ---- | ---- | ---- |
| 566  | 588  | 537  | 434  | 359  | 236  | 172  | 120  |